# Lužická aliance
Lužická aliance (LA) (hornolužickosrbsky Łužiska Alianca, dolnolužickosrbsky Łužyska Alianca, něm. Lausitzer Allianz) je politická strana, která si klade za cíl hájit zájmy Lužických Srbů v Německu. Strana se snaží navázat na tradici strany stejného jména, která byla zakázána za Třetí říše. Peter Hadank byl vystřídán na pozici lídra strany Hannesem Wilhelmem-Kellem.
Serbska Ludowa Strona byla založena 26. března 2005 v Chotěbuzi pod názvem Serbska ludowa strona. Představitelé některých lužickosrbských kulturních organizací, např. Domowiny, vyjádřili negativní postoj ke vzniku strany a za vhodnější považují prosazování zájmů svého národa v rámci větších německých politických stran.
SLS hodlá kandidovat v komunálních volbách a ve volbách do zemských sněmů v Braniborsku a v Sasku.
Spolupracovníkem strany v Evropském parlamentu je polský politik Sylwester Chruszcz.